# Psalis africana
Psalis africana is een vlinder uit de familie spinneruilen (Erebidae), onderfamilie donsvlinders (Lymantriinae). De wetenschappelijke naam van deze soort is voor het eerst geldig gepubliceerd in 1956 door Sergius Kiriakoff.
De soort komt voor in tropisch Afrika.